# Division (företag)
Division är en del av ett företag som bedriver verksamhet inom ett begränsat område, ibland under ett separat namn.[källa behövs] En division är dock ingen juridisk person, utan bara en organisatorisk/bokföringsteknisk indelning.